# Mohammed Shahabuddin

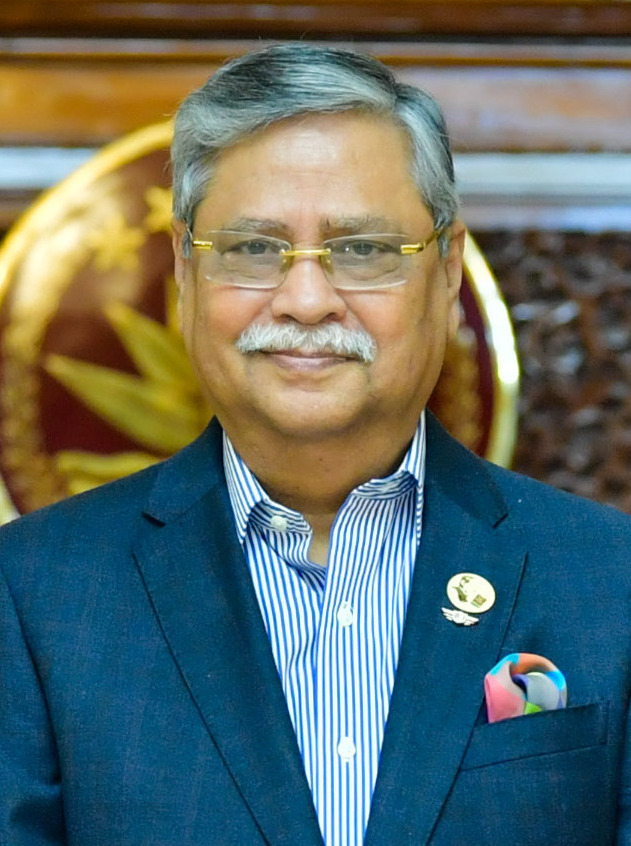
Mohammed Shahabuddin (2023)

Mohammed Shahabuddin (bengalisch মোহাম্মদ সাহাবুদ্দিন Mohāmmad Sāhābuddin; * 10. Dezember 1949 in Pabna) ist ein bangladeschischer Politiker der Awami-Liga. Seit dem 24. April 2023 ist er der Präsident von Bangladesch.

## Leben
Seine Eltern waren Sharfuddin Ansari und Khairunnessa. Er besuchte die Purbatan Gandhi School in Pabna. Er nahm als Soldat am Bangladesch-Krieg teil.
Shahabuddin studierte Rechtswissenschaften am Edward College in Pabna und wurde Rechtsanwalt und später Richter in Bangladesch. Nach der Unabhängigkeit des Staates 1975 war er zeitweilig inhaftiert mit der Begründung, er habe nach dem Mord an Mujibur Rahman eine Demonstration organisiert. Von 2011 bis 2014 war er Vorsitzender der Anti-Korruptions-Kommission in Bangladesch. Im März 2023 wurde er ohne Gegenkandidaten als Nachfolger von Abdul Hamid zum Präsidenten von Bangladesch gewählt. Shahabuddin ist mit Rebecca Sultana verheiratet und hat einen Sohn.

## Ehrungen
2020 wurde ein von der Stadt Pabna angelegter Park „Bir Muktijoddha Mohammad Sahabuddin Chuppu Amusement Park“ genannt.